# Grammatotheca
- Commons
- Wikispecies

Grammatotheca é um gênero botânico pertencente à família Campanulaceae.